# Fidżi na Zimowych Igrzyskach Olimpijskich 1994
Fidżi na Zimowych Igrzyskach Olimpijskich 1994 reprezentował jeden zawodnik - Rusiate Rogoyawa.
Był to drugi po Zimowych Igrzyskach Olimpijskich 1988 start reprezentacji Fidżi na zimowych igrzyskach.

## Biegi narciarskie
Mężczyźni
| Zawodnik         | Konkurencja   | czas    | Pozycja |
| ---------------- | ------------- | ------- | ------- |
| Rusiate Rogoyawa | Bieg na 10 km | 38:30,7 | 88.     |